# Kurrupt Recordings HARD
Kurrupt Recordings HARD is een Britse platenmaatschappij in de hardcorescene, opgericht door Dan Joyce, ook bekend onder zijn artiestennaam Dj Kurrupt. Hoewel in het verleden ook platen werden geperst vinden vandaag de dag alle releases digitaal plaats. De tracks worden aangeboden op websites speciaal gericht op het betaald en legaal downloaden van muziek, zoals Hardtunes of Trackitdown.

## Artiesten
- Audio Nail
- Danny Ovington
- Dark Noise
- Demolior
- Destructive Industry
- DRS
- Mortal Tension
- Exomni
- F!xx-It
- Hardbouncer
- Hellmouth
- Naughty Kicks
- NSD
- Psycophyte
- Resolver
- Sacrifice
- SkullFuck3r
- The Vinylraider
- The Oppressor
- TSX
- UniX-Clan